# Deltocyathus parvulus
Espèce
Statut CITES
Deltocyathus parvulus est une espèce de coraux appartenant à la famille des Deltocyathidae ou Caryophylliidae.